# Błąkały

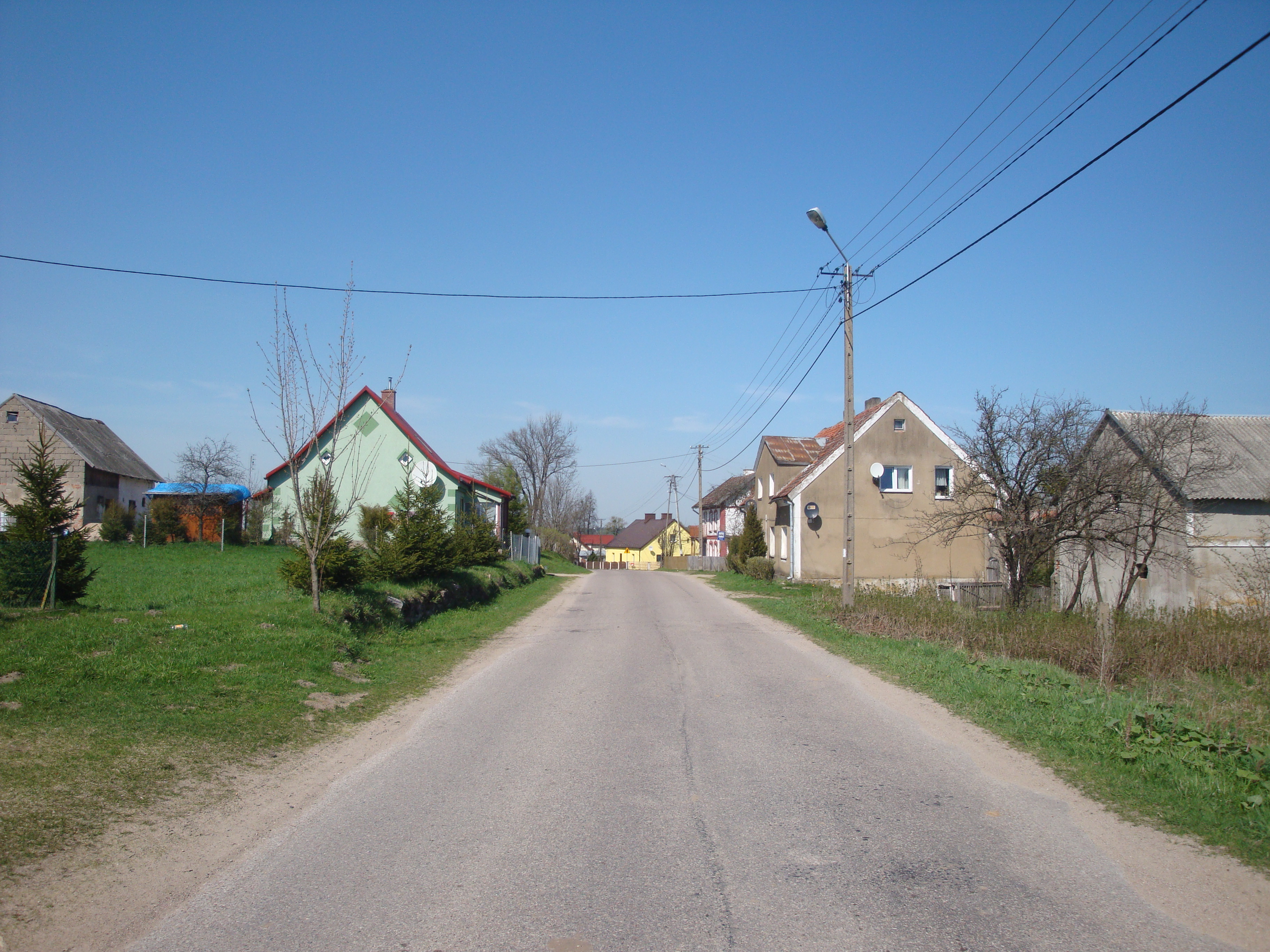

Błąkały (Duits: Blindgallen) is een plaats in het Poolse district  Gołdapski, woiwodschap Ermland-Mazurië. De plaats maakt deel uit van de gemeente Dubeninki en telt 81 inwoners.